# Vijaya Stambha
A Vijaya Stambha é uma torre localizada em Chittorgarh Fort Village, em Chittorgarh, no distrito do Rajastão, Índia. A torre foi construída pelo sultão de Mewar, Rana Kumbha em dezembro de 1448 para comemorar sua vitória sobre os exércitos combinados de Malwa e Gujarat, liderados por Mahmud Khilji. A torre é dedicada a Vishnu, que encontra-se em um pedestal de 10 m e decorada à coluna do templo. Sua estrutura de forma quadrangular desenvolve-se em uma altura de 9 andares, perfurada com aberturas e varandas e orientada para os quatro cantos cardinais de acordo com a tradição da Mongólia. Os 157 degraus da escada interna levam ao terraço, alternando entre os quartos centrais e a galeria externa.. Sua estrutura de arenito vermelho é revestida de mármore branco, decorada com numerosas representações de deuses e deusas hindus, além de alegorias das estações, armas e instrumentos musicais, um verdadeiro inventário de livros de estatuária e escultura, da iconografia hindu.
Ao pé da torre, a esplanada, é acessível por dois portões monumentais, que serviu para a cremação dos soberanos e suas esposas. Foi neste lugar que o Jauhar foi praticado, sacrifício coletivo das mulheres da cidadela durante a captura da cidade pelos mongóis, em 1534. A cidade que se estendeu ao sul da torre foi então arrasada. Somente um templo, o de Samiddeshwara, foi criado.
Na laje do último andar é registrada a genealogia dos governantes de Chittaur de Hamir a Rana Kumbha. Os retratos do arquiteto desta torre, Jaita e seus três filhos: Napa, Puja e Poma são esculpidos no quinto andar da torre.
Durante a sua longa história, a torre sofreu três saques, a primeira em 1303 por Alauddin Khiliji, a segunda em 1535 por Bahadur Shah de Gujarat e a terceira pelo Imperador Mughal Akbar em 1567–68, cada vez que o Jauhar era realizado. A sua história cheia de acontecimentos e com uma rica herança monumental caracteriza-se por fortificações, desde os portões, bastiões, palácios, templos, torres e reservatórios que são bons exemplos da arquitetura de Rajput.

## Nomes da torre
Vijaya Stambha (híndi: विजय स्तम्भ), ou Torre da Vitória, é seu nome comum, mas seu nome é tecnicamente Kirttistambha ou Kirti Stambha, "torre da fama".

## Inscrições
As lajes inscritas na parte superior contém a genealogia detalhada dos governantes de Chittaur e suas ações são atribuídas ao erudito do tribunal Ran Kumbha, Atri e seu filho Mahesh. Os nomes do arquiteto, Sutradhar Jaita e seus três filhos que o ajudaram, Napa, Puja e Poma, estão esculpidos no quinto andar da torre.
O Vijaya Stambha é um exemplo notável de pluralismo religioso praticado pelos Rajputs. O andar superior possui uma imagem da deusa jainista, Padmavati. Rana Kumbha também usou a palavra "Alá" esculpida em árabe nove vezes no terceiro andar e oito vezes no oitavo. Os ídolos das deusas hindus foram esculpidos nas paredes internas da torre e também nos muros exteriores, que incluem cerca de 500.000 estátuas de Vishnu, Brahma, Shiva, etc., representando vários deuses e deusas, além de armas, dançarinos, ídolos como Ardarnariswar, Uma-Maheshwar, Lakshmanarayana, Brahma, Savitri, Harihar, Maha Vishnu, personagens de Ramayana e Mahabharata &mdash tendo seus nomes esculpidos acima ou abaixo de cada uma. Em 1858, Maharana Sarup Singh, do distrito de Udaipur, com a insistência de sua mãe Bikaneri, reparou o chão gastando 800 mil rúpias.

## Turismo
Os turistas ficam de pé em cada coluna da torre, onde podem observar a vista panorâmica de Chittorgarh e a vista panorâmica de Chittorgagarh Nagar, juntamente com a cordilheira de Arawal.
A seguir estão uma breve  lista de importantes monumentos da torre: 

### Entradas
A torre tem sete portões, o primeiro é conhecido como Padal Pol, seguido por Bhairav Pol, Hanuman Pol, Ganesh Pol, Jorla Pol, Lakshman Pol e, finalmente, Ram Pol, construído em 1459. A entrada, localizada no lado leste do forte é conhecida como Suraj Pol.

### Palácio de Kumbha
O palácio deriva seu nome de Maharana Kumbha (1433–68), que realizou reparos extensivos aos antigos edifícios. A entrada do palácio é através de dois portões conhecidos como Badi Pol e Tripolia Gate, levando a Suraj Gokhra, Zanana Mahal, Kanwarpada-ka-Mahal no pátio aberto. Os palácios de Pannadhai e Meerabai estão situados na parte sul deste complexo do palácio.

### Palácio de Padmini
Nomeado após Rani Padmini, a bela rainha de Rana Ratan Singh, o palácio fica na periferia norte do lago Padmini. Dizem que foi daqui que Alauddin Khilji vislumbrou a beleza lendária de Rani Padmini através de um espelho e posteriormente atacou o forte. Um pavilhão de três andares conhecido como Jal Mahal fica no meio da lagoa.

### Palácio de Ratan Singh
Localizado ao longo do lago de Ratneshwar, este palácio é atribuído a Rana Ratan Singh II (1528–31). É plano e retangular, e compreende um pátio rodeado por quartos e um pavilhão com varanda na parte oriental do segundo andar.

### Palácio de Fateh Prakash
Este palácio de dois andares foi construído por Maharaja Fateh Singh (1884–1930). É um edifício com uma torre em cada um dos seus quatro cantos. Este palácio é um grande espécime da arquitetura indiana moderna e atualmente abriga um museu.
Outros havelis de significância relativamente menor incluem os de Alha Kabra, Fatta e Jaimal, Khatan-ka-Mahal e Purohitji-ki-haveli.

### Templo de Kalika Mata
Construído por Raja Manbhanga no século VIII, o templo foi originalmente dedicado a Surya, o que é evidente a partir da imagem de Surya esculpida no centro da porta do santuário. Tem sido submetido a reformas de tempos em tempos. Consiste em uma garbhagriha, antarala, uma mandapa fechada e uma varanda. Atualmente, Kalika Mata ou deusa Kali é adorada como deidade principal no templo.

### Templo de Samadhisvara
Dedicado ao Senhor Siva, o templo foi construído por Bhoja Parmara no início do século XI. Mais tarde, Mokal o renovou em 1428. O templo consiste em garbhagriha, antarala e gudha-mandapa com mukhmandapa (varanda de entrada) em todos as três faces, ou seja, norte, oeste e sul. Uma imagem colossal de Shiva de três faces está consagrada no santuário.

### Templo de Kumbhaswamin
Originalmente dedicado a Varaha (encarnação de javali de Vishnu), o templo foi construído no século VIII e amplamente renovado por Maharana Kumbha (1433–68). É construído em um rodapé levantado e consiste em um garbhagriha, um antarala, uma mandapa, um ardhamandapa e um pradakshinapath aberto. Uma imagem de Varaha é mostrada no nicho principal na parte de trás do santuário. Na frente do templo está uma imagem de Garuda sob um dossel. Ao norte, há um pequeno santuário conhecido como Meera Mandir.

### Sat Bis Deori
Localmente conhecido como Sat Bis Deori, este terreno de vinte e sete Santuários de Jaina, situado dentro de um complexo, foi construído em 1448. O santuário principal consiste em garbhagriha, antarala, mandapa, sabhamandapa e mukhamandapa. Ao leste do complexo, existem dois santuários voltados para o leste.

### Kirttistambha
Esta magnífica torre, conhecida localmente como Vijaya Stambha, foi construída por Maharana Kumbha em 1448. Dedicado a Vishnu, a torre tem 37,19 metros de altura e está dividida em nove andares. Uma inscrição no andar superior que forneceu um relato cronológico detalhado sobre a vida e as conquistas dos governantes de Chiturou foi ocupada pelo estudioso da corte de Rana Kumbha, Atri, e foi posteriormente completada por seu filho Mahesh. Pode-se chegar até o andar superior através de um arranjo de passos organizado internamente. Os nomes do arquiteto desta torre, Sutradhar Jaita, juntamente com seus três filhos, Napa, Puja e Poma também estão inscritos no quinto andar.

### Jain Kirti Stambha
Esta torre de seis andares com uma altura de 24,50 metros é dedicada a Adinatha, a primeira jaina Tirthankara. Foi construído por Shresthi Jija em 1300. A torre é construída em plataforma elevada e possui sistema de voo interno de passos. No andar inferior, as imagens de Adinatha em pé são representadas em todas as quatro direções cardinais, enquanto os locais superiores contêm centenas de imagens em miniatura das divindades jainas.

### Gaumukha Kund
Situado ao sul do templo de Samadhisvara e ao lado da muralha ocidental, o Gaumukha Kund é um tanque grande, profundo e de corte roco com uma forma oblonga irregular. Um fluxo perene subterrâneo de água cristalina flui para dentro de uma pequena caverna natural através de um "Gaumukha" (cabeça de vaca moldada para fora), portanto, esse nome.

## Mitos e lendas
Acredita-se que o nono andar da Torre de Vijaya foi destruído pela queda dos céus.

## Galeria

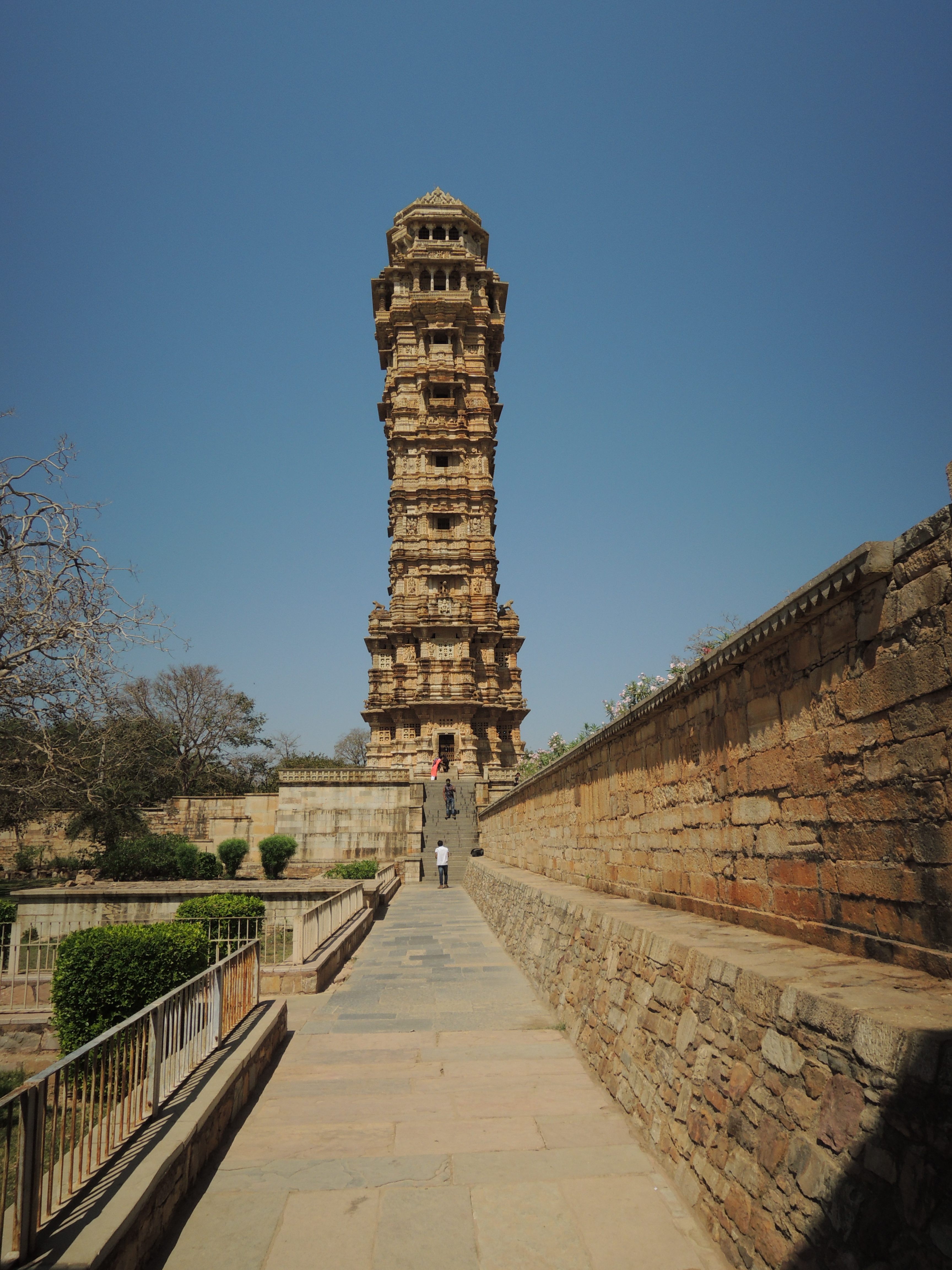
Foto da torre.
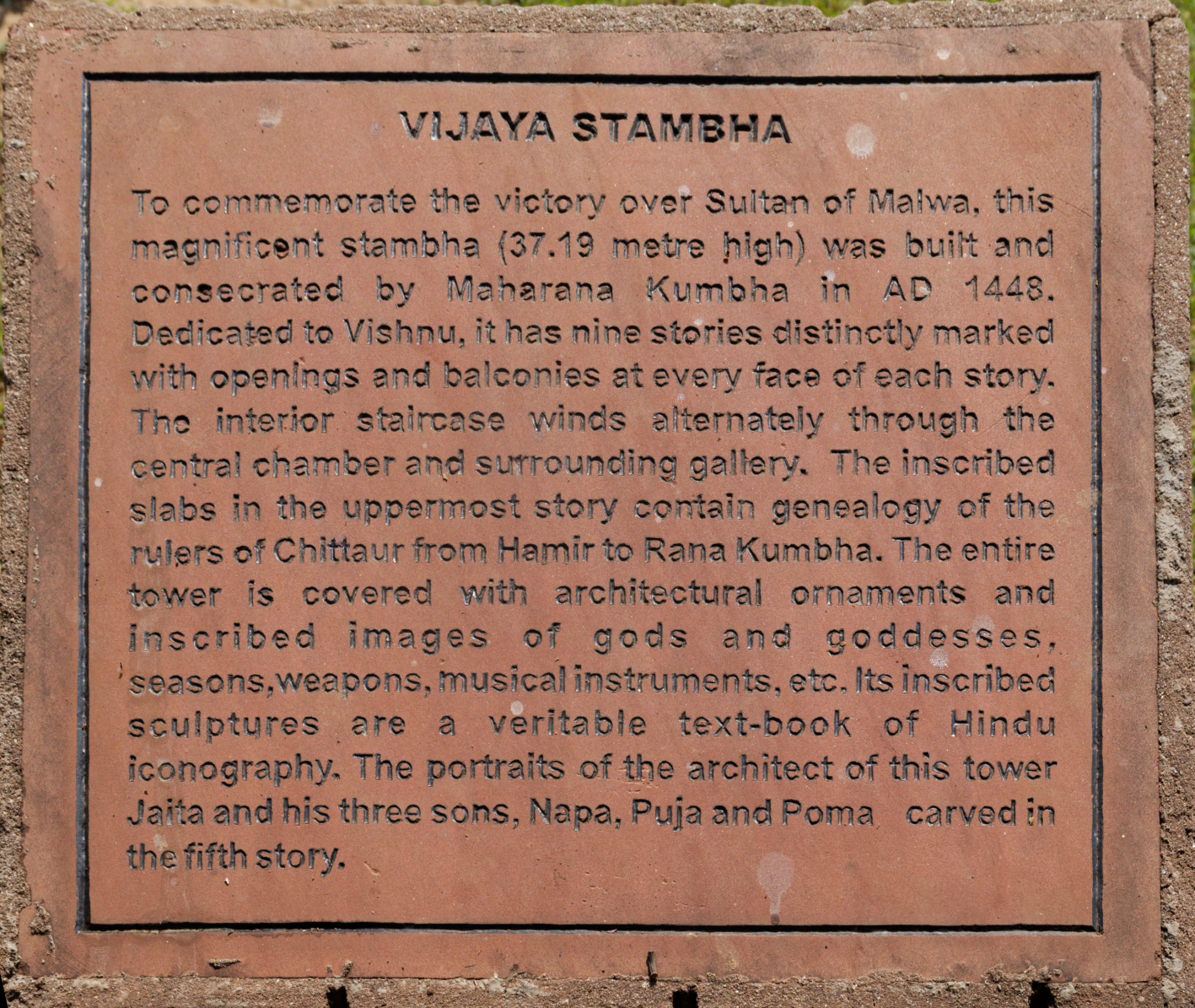
Pedra guia.
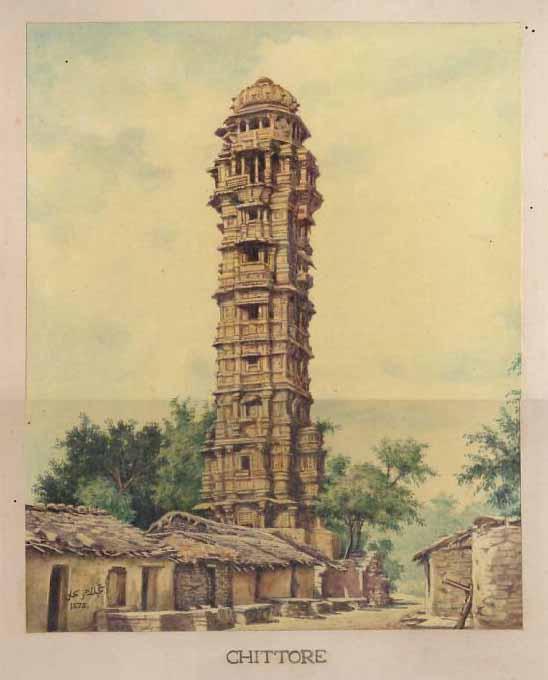
Detalhe da torre em aquarela
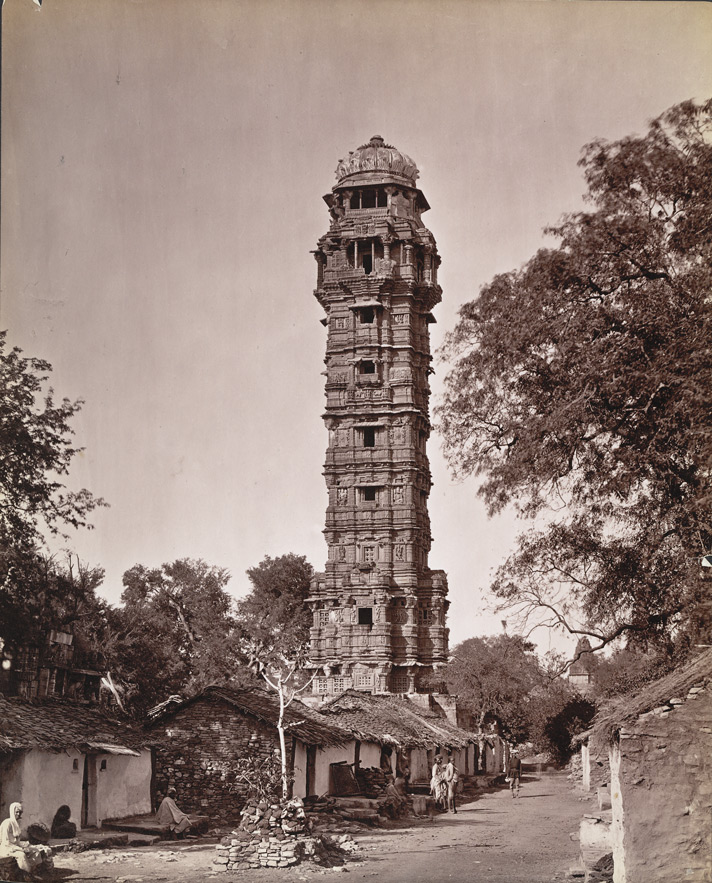
Uma fotografia da torre c. 1875.
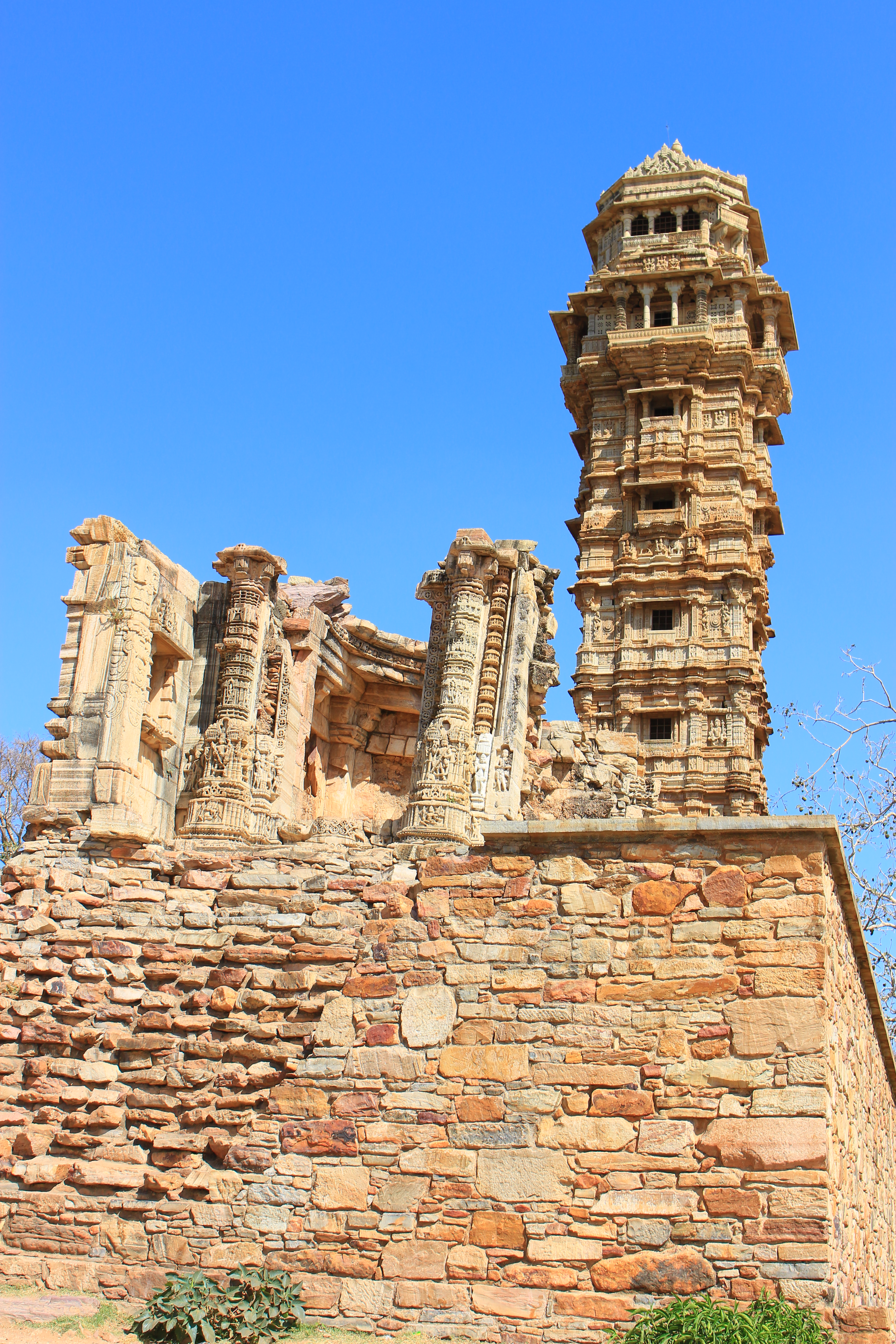
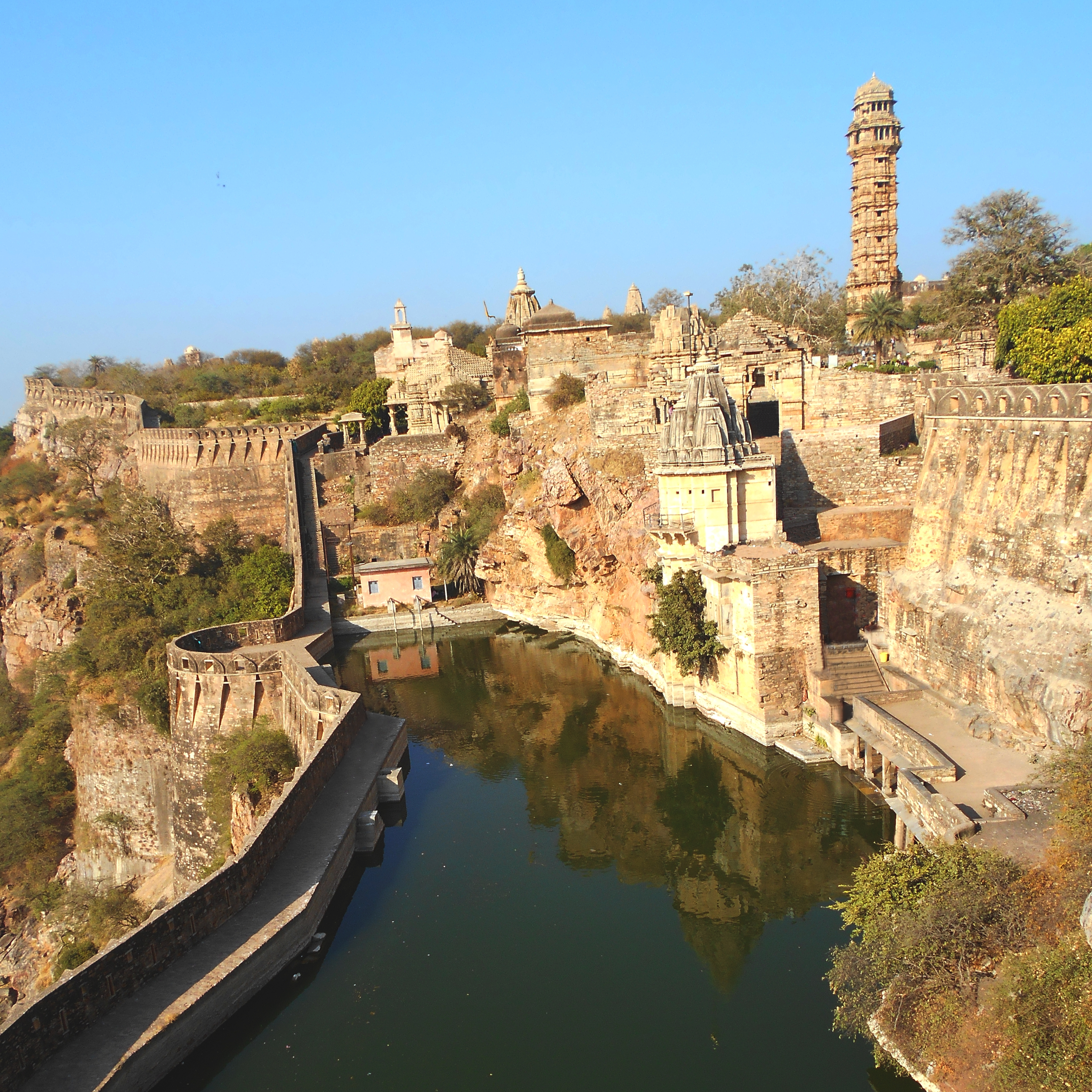
Vijaya Stambha com reservatório o Gaumukh em primeiro plano.
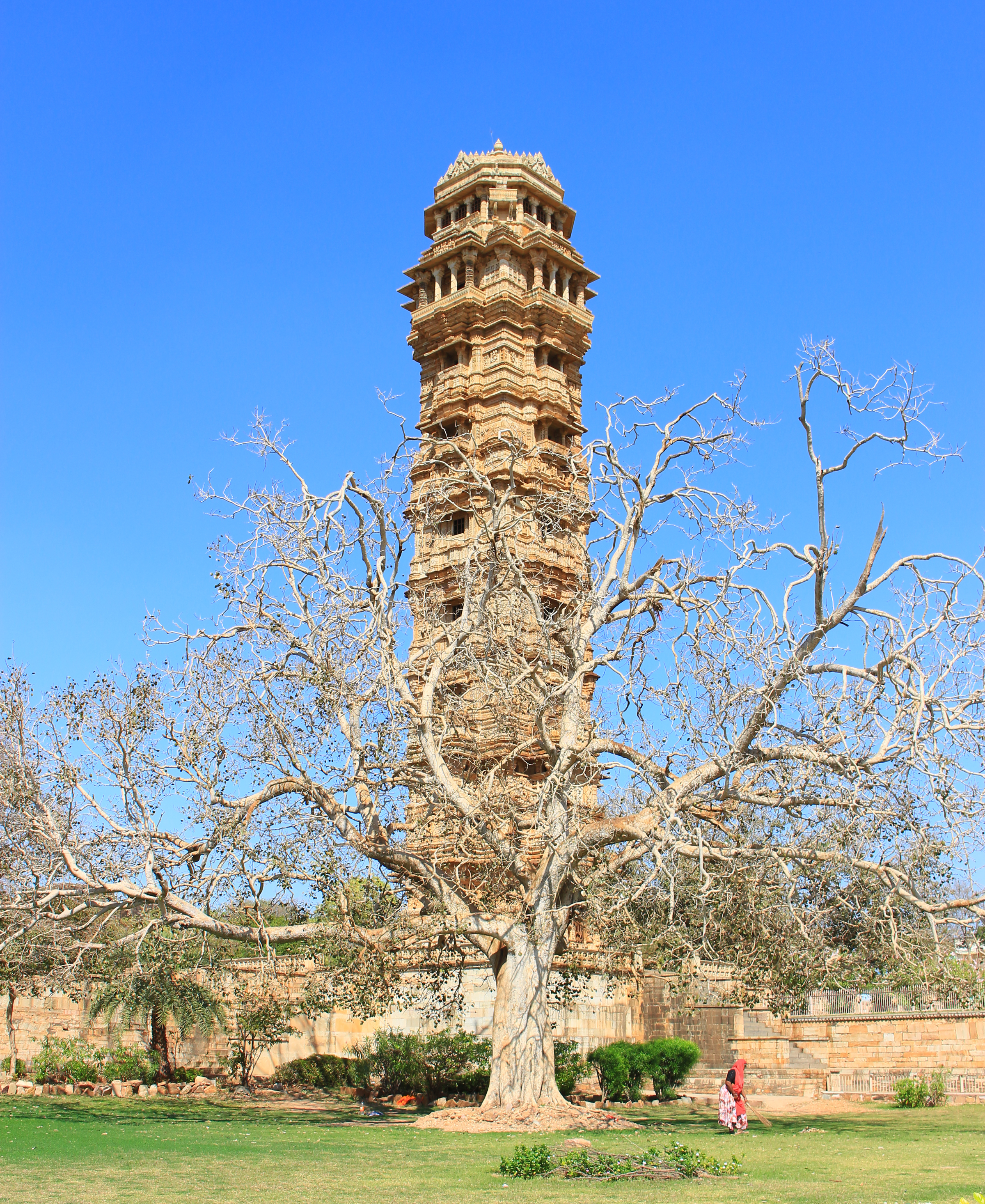
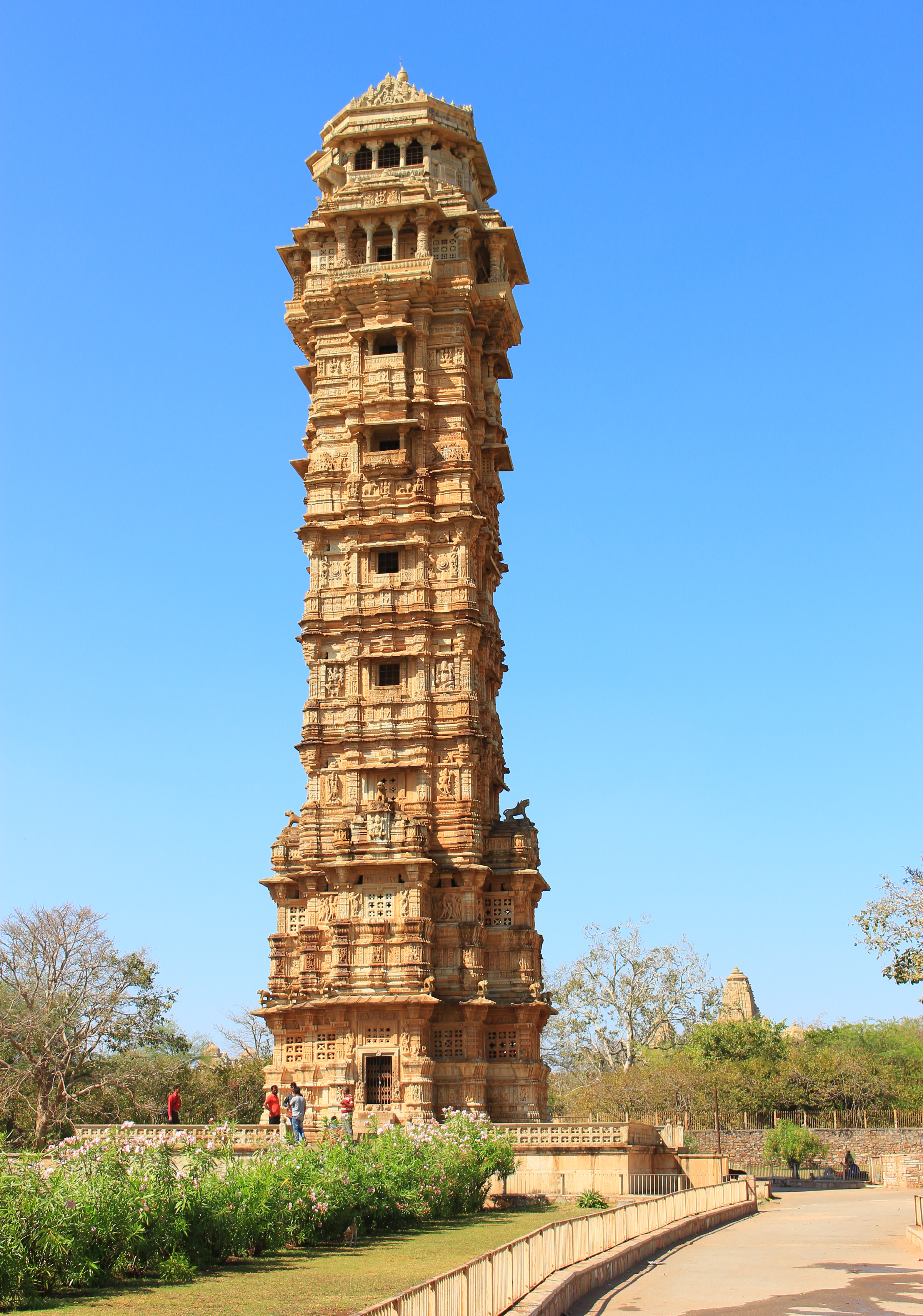
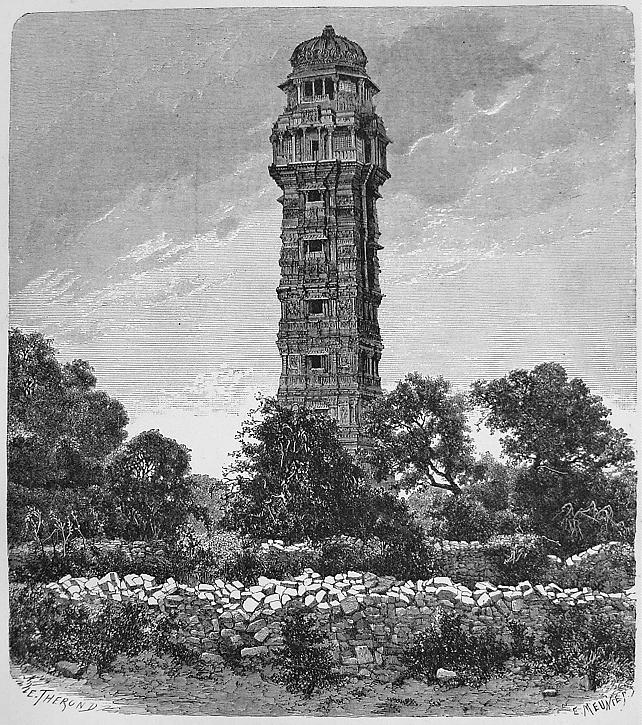
Chittorgarh Fort - Torre da Vitória.
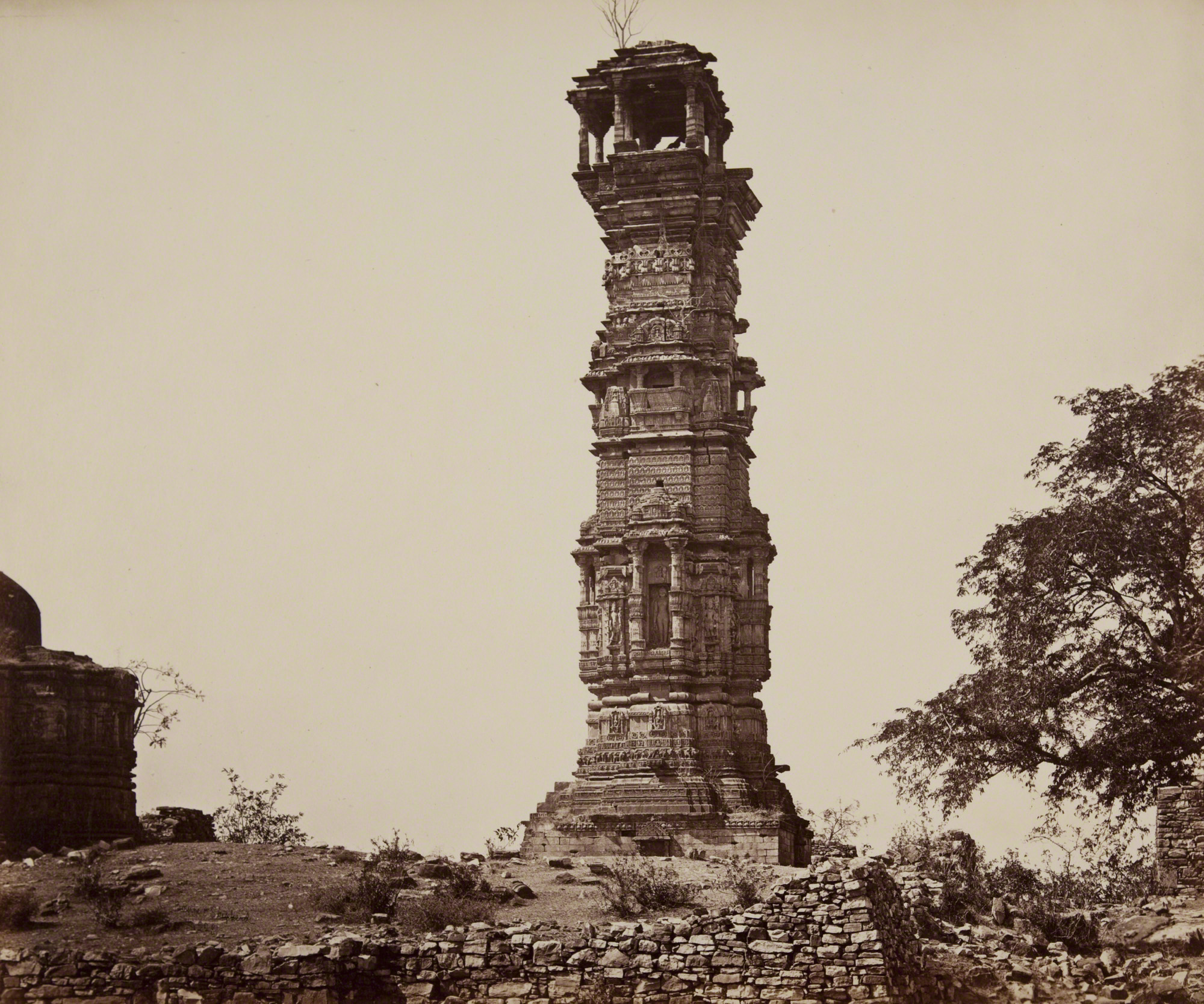
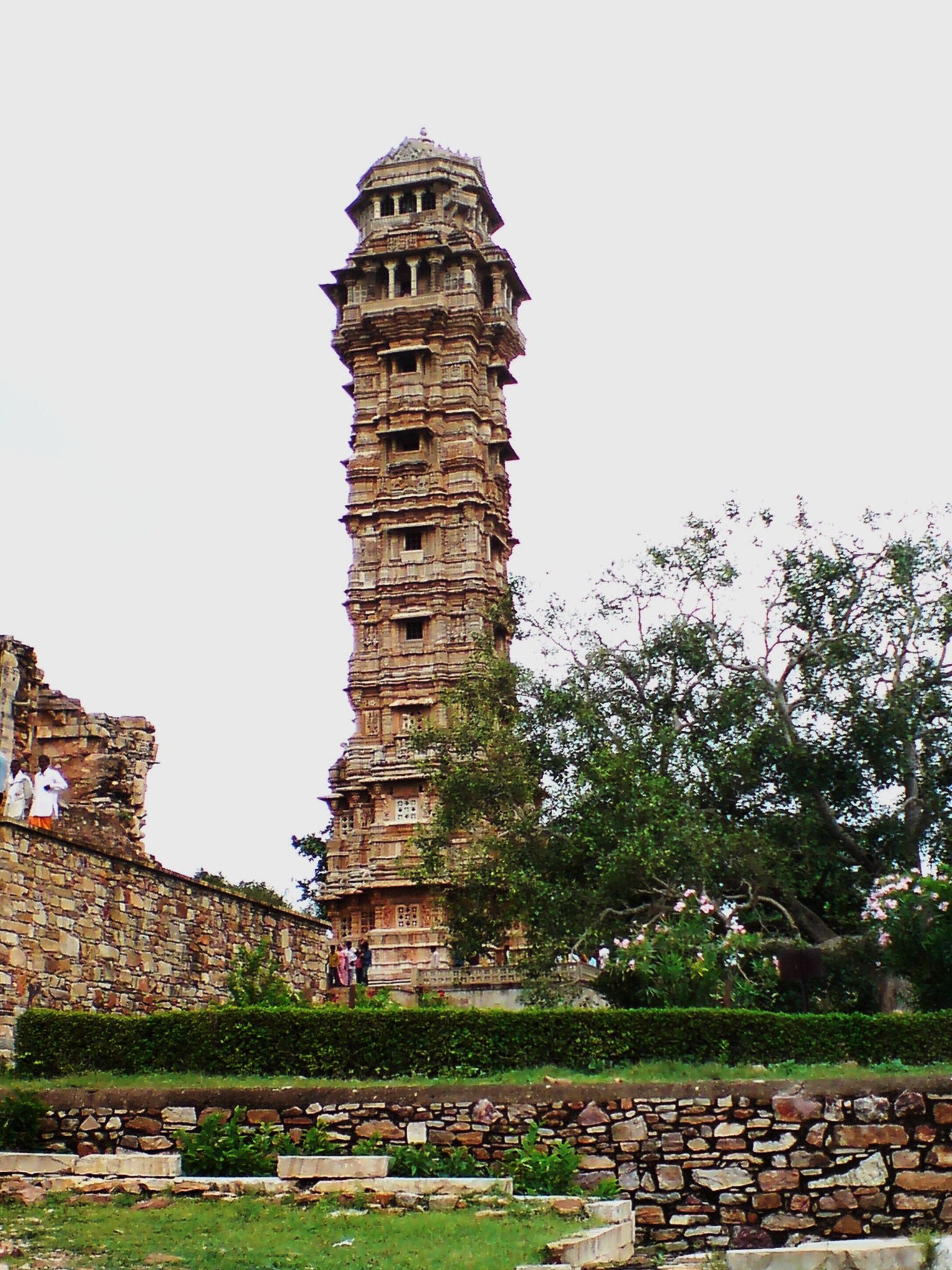